# Jacek Krzynówek
Jacek Kamil Krzynówek (uitspraak: [ˈjat͡sɛk kʂɨˈnuvɛk], ong. jatsek ksjinoevek) (Kamieńsk, 15 mei 1976) is een Poolse profvoetballer.

## Clubcarrière
Krzynówek is een middenvelder en begon zijn loopbaan bij RKS Radomsko. Met deze kleinere Poolse club promoveerde hij in 1995 naar de Poolse tweede klasse. Na tussenstops bij Raków Częstochowa en GKS Bełchatów maakte Krzynówek in 1999 de overstap naar 1. FC Nürnberg, op dat moment actief in de 2.Bundesliga.
In 2001 dwong hij mee de promotie naar de Bundesliga af. In het seizoen 2002-2003 werd hij enkele maanden van de velden weggehouden door een blessure aan de kruisbanden. Het daaropvolgende seizoen vond hij snel zijn oude vorm terug en speelde hij zijn beste seizoen tot op heden (met o.a. twaalf doelpunten). Hij dwong op die manier opnieuw de promotie naar de Bundesliga mee af.
Als gevolg van zijn goede prestaties werd Krzynówek in 2003 en 2004 verkozen tot Pools voetballer van het jaar. Uiteraard bleven zijn prestaties niet onopgemerkt en in de zomer van 2004 viel er dan ook een lucratieve transfer naar Bayer 04 Leverkusen uit de lucht. Na twee seizoenen houdt hij het daar voor bekeken. Vanaf het seizoen 2006-2007 treedt deze linksvoetige middenvelder aan voor VfL Wolfsburg.

## Interlandcarrière
Hij speelde zijn eerste interland op 10 november 1998 tegen Slowakije. Hij maakte in 2002 ook deel uit van de Poolse selectie voor het WK waar hij drie keer in de basis mocht aantreden. Krzynówek speelde een belangrijke rol in de kwalificatie van Polen voor het WK van 2006. Hij maakte deel uit van de Poolse selectie voor het WK voetbal 2006, waar hij één keer aan spelen toe kwam.

## Statistieken

### Carrière
| seizoen    | club                | land      | competitie   | wed. | goals |
| ---------- | ------------------- | --------- | ------------ | ---- | ----- |
| 1994-1995  | RKS Radomsko        | Polen     |              | ?    | ?     |
| 1995-1996  | RKS Radomsko        | Polen     |              | ?    | ?     |
| 1996-1997  | Raków Częstochowa   | Polen     | Ekstraklasa  | 17   | 0     |
| 1997-1998  | GKS Bełchatów       | Polen     | Ekstraklasa  | 34   | 15    |
| 1998-1999  | GKS Bełchatów       | Polen     | Ekstraklasa  | 27   | 6     |
| 1999-2000  | 1. FC Nürnberg      | Duitsland | 2.Bundesliga | 33   | 4     |
| 2000-2001  | 1. FC Nürnberg      | Duitsland | 2.Bundesliga | 34   | 6     |
| 2001-2002  | 1. FC Nürnberg      | Duitsland | Bundesliga   | 29   | 5     |
| 2002-2003  | 1. FC Nürnberg      | Duitsland | Bundesliga   | 17   | 1     |
| 2003-2004  | 1. FC Nürnberg      | Duitsland | 2.Bundesliga | 29   | 12    |
| 2004-2005  | Bayer 04 Leverkusen | Duitsland | Bundesliga   | 31   | 6     |
| 2005-2006  | Bayer 04 Leverkusen | Duitsland | Bundesliga   | 21   | 3     |
| 2006-2007  | VfL Wolfsburg       | Duitsland | Bundesliga   | 32   | 3     |
| Bijgewerkt | 15-07-2007          |           |              |      |       |

### Erelijst
- Kampioen 2.Bundesliga: 2001, 2004
- Pools voetballer van het jaar: 2003, 2004

### Interlands
| WK-statistieken         | Club             | Positie      | W |   |   | D | A |   |   |   |
| ----------------------- | ---------------- | ------------ | - | - | - | - | - | - | - | - |
| WK voetbal 2002 - Polen | 1. FC Nürnberg   | Middenvelder | 3 | 0 | 0 | 0 | 0 | 1 | 0 | 0 |
| WK voetbal 2006 - Polen | Bayer Leverkusen | Middenvelder | 3 | 0 | 2 | 0 | 1 | 1 | 0 | 0 |